# Варшавская главная школа

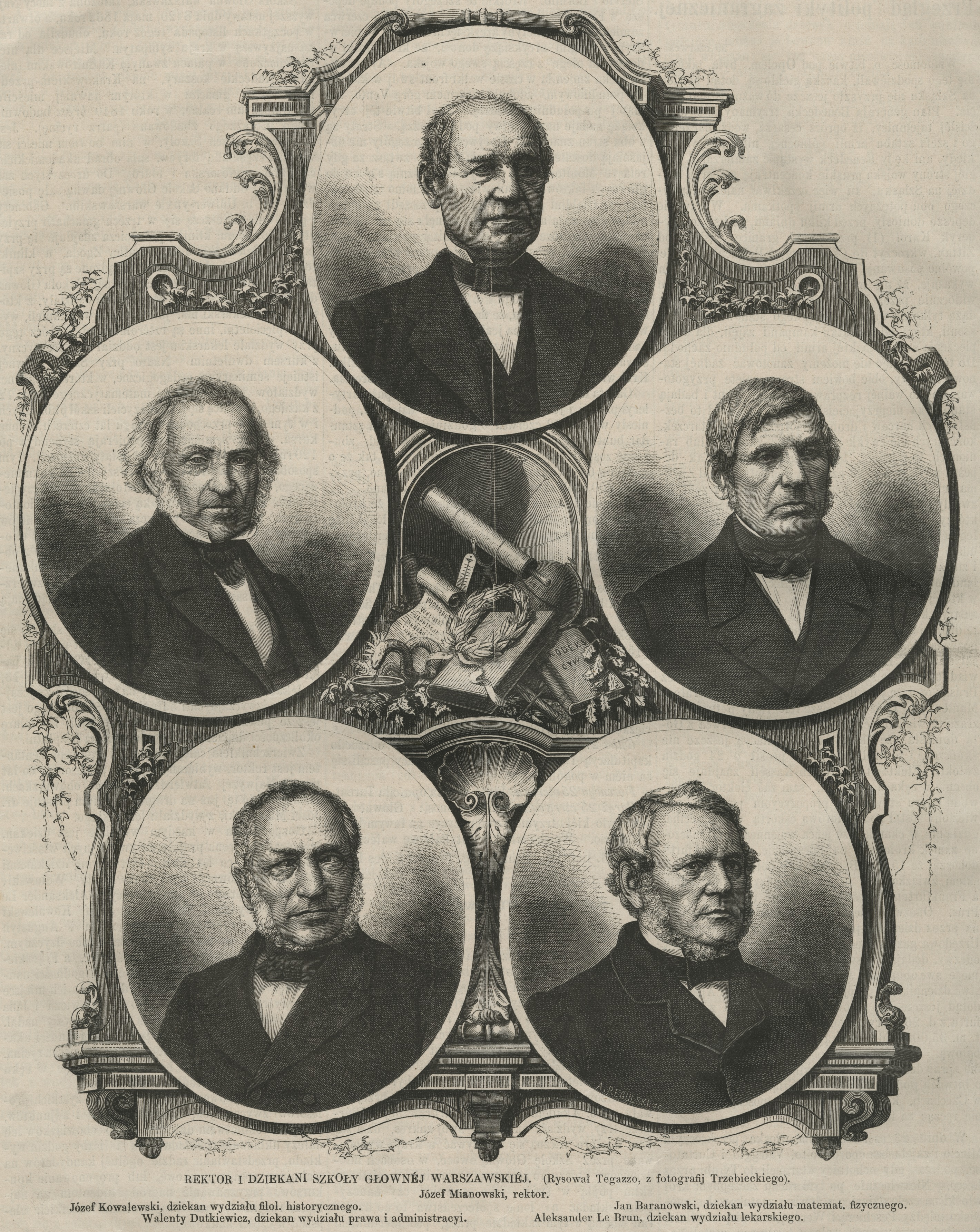
Ректорат Варшавской главной школы. Профессора: И. Мяновский — ректор (сверху), О. Ковалевский (в среднем ряду слева), Я. Барановский (в среднем ряду справа)

Варша́вская гла́вная шко́ла (пол. Szkoła Główna Warszawska) — польское высшее учебное заведение, существовавшее в 1862—1869 годах.
Создана директором Комиссии по делам религии и народного просвещения Александром Велёпольским по указу императора Александра II на базе Медико-хирургической академии. Имела 4 факультета (также как российские университеты), два из которых имели отделения:
- историко-филологический:
  - классических языков
  - славянских наречий
  - исторических наук
- физико-математический:
  - математических наук
  - естественных наук
- юридический;
- медицинский.

Успешно окончившим курс наук присуждалась степень магистра, которая соответствовала степени кандидата российских университетов.
Первым и единственным ректором Варшавской главной школы был Юзеф Мяновский. Среди преподавателей школы были:
историко-филологический факультет
- Белциковский, Адам
- Венцлевский, Зигмунт
- Ковалевский, Осип Михайлович — декан факультета
- Павинский, Адольф Иванович
- Павлицкий, Стефан
- Пшиборовский, Йозеф
- Струве, Генрих Егорович
- Шмурло, Августин
- Эстрейхер, Кароль

физико-математический факультет
- Барановский, Ян
- Натансон, Якуб
- Пражмовский, Адам
- Пржистанский, Станислав

юридический
- Будзинский, Станислав Мартынович
- Кашница, Осип Викентьевич, декан
- Голевинский, Владислав Иванович
- Дыдынский, Фёдор Максимилианович
- Мацеёвский, Франц Осипович
- Окольский, Антон Станиславович

медицинский факультет
- Гирштовт, Поликарп Андреевич
- Гиршфельд, Людвиг Маврикий
- Гойер, Генрих Фердинандович
- Корженёвский, Ипполит Осипович
- Косинский, Юлиан
- Нейгебауэр, Людвиг Адольф
- Халубинский, Титус
- Шокальский, Виктор Феликс

С 1866 года было введено испытание по русскому языку в особом комитете, составленном из русских преподавателей — не только для поступающих, но и для всех обучающихся, при переходе на следующий курс и при окончании наук. В 1867 году был воссоздан Варшавский учебный округ, а Варшавская главная школа поступила в ведение Министерства народного просвещения. 
В 1869 году Главная школа была преобразована в Императорский Варшавский университет. Прежним преподавателям Главной школы предоставлен был трёхлетний срок для получения докторской степени, необходимой для утверждения в звании профессора университета, причём им дана была льгота представлять диссертации прямо на доктора соответствующих наук, минуя степень магистра. Для изучения русского языка им был дан двухлетний срок, после которого они должны были приступить к чтению лекций на русском языке. Продолжили преподавание в Варшавском университете: Ковалевский, Павинский, Струве, Пржистанский, Холевиньский, Гирштовт, Гиршфельд, Гойер, Нейгебауэр, Шокальский.